# Бадьявож (приток Мокрой Сыни)
Бадьявож (устар. Бадья-Вож) — река в Шурышкарском районе Ямало-Ненецкого АО. Устье реки находится в 67 км по левому берегу реки Мокрая Сыня. Длина реки 14 км.

## Данные водного реестра
По данным государственного водного реестра России относится к Нижнеобскому бассейновому округу, водохозяйственный участок реки — Обь от впадения реки Северная Сосьва до города Салехард, речной подбассейн реки — бассейны притоков Оби ниже впадения Северной Сосьвы. Речной бассейн реки — (Нижняя) Обь от впадения Иртыша.
Код объекта в государственном водном реестре — 15020300112115300029873.